# Umberto Malvano
Umberto Malvano (* 17. Juli 1884 in Moncalieri; † 15. September 1971 in Mailand) war ein italienischer Fußballspieler, -schiedsrichter und -funktionär sowie Ingenieur.

## Leben und Karriere
Umberto Malvano gehörte zu der Gruppe von 13 Studenten des Turiner Massimo-d’Azeglio-Gymnasiums, die am 1. November 1897 den Fußballverein Juventus Turin gründete. Der Offensivspieler bestritt bis 1904 14 Meisterschaftspartien, in denen er fünf Tore erzielte, für Juve.
Nachdem er in Pavia seinen Wehrdienst abgeleistet hatte, wurde Malvano 1905 vom AC Mailand verpflichtet, wo er als Linksaußen spielte. Im Jahr 1906 gewann er mit den Rossoneri die zweite italienische Meisterschaft der Vereinsgeschichte, nachdem Juventus Turin, das Gegner Milans in den Entscheidungsspielen war, aus Protest gegen die Austragung der zweiten Partie in Mailand, nicht angetreten war.
Nach 1906 studierte Umberto Malvano Ingenieurwissenschaften. Zwischen 1909 und 1911 fungierte er als Präsident von Juventus Turin. Vor dem Ersten Weltkrieg war er zudem als Schiedsrichter aktiv, kurz nach dem Krieg fungierte er unter Luigi Bozino als Vizepräsident der Federazione Italiana Giuoco Calcio (FIGC).
Umberto Malvano verstarb am 15. September 1971 im Alter von 87 Jahren in Mailand. Er liegt auf dem Cimitero di Bardonecchia begraben.

## Erfolge
- Italienische Meisterschaft: 1906